# Consolidated XB-41 Liberator
Consolidated XB-41 Liberator là một chiếc máy bay ném bom Consolidated B-24D Liberator số đuôi 41-11822, được hoán cải thành máy bay tiêm kích hộ tống tầm xa cho các nhiệm vụ ném bom của Không lực 8 Hoa Kỳ tại Châu Âu trong Chiến tranh thế giới II.

## Tính năng kỹ chiến thuật (XB-41)
Đặc điểm tổng quát
- Kíp lái: 9
- Chiều dài: 66 ft 4 in (20,22 m)
- Sải cánh: 110 ft 0 in (33,54 m)
- Chiều cao: 17 ft 11 in (5,46 m)
- Trọng lượng cất cánh tối đa: 63.000 lb (28.576 kg)
- Động cơ: 4 × Pratt & Whitney R-1830-43, 1.250 hp (934 kW)  mỗi chiếc

 Hiệu suất bay 
- Vận tốc cực đại: 289 mph (465 km/h)
- Tầm bay: 3.100 mi (4.989 km)
- Trần bay: 28.500 ft (8.689 m)

Trang bị vũ khí

- Súng: 14× Súng máy M2 Browning .50 in (12,7 mm)